# Тото (група)
Вижте пояснителната страница за други значения на Тото.
„Тото“ (Toto; произношение: toʊtoʊ) е американска рок група, създадена през 1977 година от някои от най-популярните и опитни студийни музиканти за периода.

## История
През 1980-те години групата постига изключителен успех. Дебютният албум на Тото, издаден през 1978 г., който носи същото заглавие и включващ хита „Hold the line“, моментално изтласква групата под светлината на прожекторите и им носи световна слава и голяма популярност. През 1982 г. групата издава своя четвърти албум, озаглавен Toto IV, който носи със себе си и големия комерсиален успех. От него са абсолютните хитове „Rosanna“ и „Africa“. Благодарение на тях Тото успяват да спечелят общо 7 награди Грами.
Групата е позната със стила си, който включва елементи на поп, рок, соул, фънк, прогресив рок, хардрок, ритъм енд блус и джаз, което ги прави уникални и неповторими. Бандата има реализирани 17 студийни албума и продажби от над 30 милиона копия. Техният 18-и албум е Falling In Between Live, и е реализиран през август 2007 г. Той е записан през март 2007 г. в Париж. След пускането на Falling In Between Live, Стив Лукатър напуска TOTO и групата спира да съществува официално.

## Членове
- Стийв Лъкадър – китара, вокали, клавишни, мандолина (1977 – 2008; 2010-)
- Дейвид Пейч – клавишни, вокали (1977 – 2008; 2010-)
- Боби Кимбъл – вокали, клавишни (1977 – 1984; 1998 – 2008)
- Майк Поркаро – бас китара, чело (1982 – 2008) (починал на 15 март 2015 г.)
- Саймън Филипс – барабани, перкусии, клавишни (1992 – 2008; 2010-)
- Грег Филингейнс – клавишни, вокали (2005 – 2008)
- Дейвид Хънгейт – бас китара (1977 – 1982)
- Фърги Фредериксен – вокали (1984 – 1985)
- Стив Поркаро – клавишни, синтезатор, вокал (1977 – 1988; 2010-)
- Джоузеф Уилямс – вокали (1986 – 1989; 2010-)
- Джеф Поркаро – барабани, перкусии (1977 – 1992; Джеф умира по изключително нелеп начин: работейки с много отровен пестицид в градината си, той вдишва от него, в резултат на което умира за много кратко време от сърдечна атака)
- Жан-Мишел Байрон – вокали (1990 – 1991)
- Натан Иист – бас китара, вокали (2010-)

## Дискография
Основна статия „Дискография на Тото“.
Студийни албуми
- 1978 – „Toto“
- 1979 – „Hydra“
- 1980 – „Turn Back“
- 1982 – „Toto IV“
- 1984 – „Isolation“
- 1986 – „Fahrenheit“
- 1988 – „The Seventh One“
- 1992 – „Kingdom of Desire“
- 1995 – „Tambu“
- 1998 – „Toto XX“
- 1999 – „Mind Fields“
- 2002 – „Through the Looking Glass“
- 2006 – „Falling in Between“
- 2015 – "Toto XIV"